# Паньків Роман Ілліч (Ількович)
Рома́н Іллі́ч (Ількович) Па́ньків (нар. 13 травня 1943, село Вишнів Рогатинський район Івано-Франківська область) — український поет, письменник, священик, громадський діяч.

## Біографія
Народився 194 року в селі Вишнів на Рогатинщині. 1966 року закінчив середню школу і вступив на факультет журналістики Львівського державного університету імені Івана Франка, але був виключений з нього за «неблагонадійність», пройшов погрози КДБ.
Після служби в армії працював на Бовшівському цукровому заводі. Вчився в ПТУ № 3, де набув фаху столяра-червонодеревщика. Працював на Прикарпатському меблевому комбінаті, брав активну участь у хорі ансамблю пісні і танцю «Карпати», об'їздив із виступами всю Україну та Росію.
1975 року закінчив Коломийський технікум МОД за спеціальністю технолог. З легалізацією Української греко-католицької церкви вступив на навчання в Івано-Франківський духовний інститут.

## Літературна діяльність
Друкуватися почав 1965 року в періодичній пресі.
Автор книжок:
- «Повернуся в рідну домівку». Вірші (1997);
- «Заспіви». Новели (1997);
- «Пісня мого серця». Вірші (1998);
- «Втрачене літо». Новели, вірші, замальовки (1998);
- «Зірка, до якої йду». Новели, оповідання (1998);
- «Дерево на вітрі». Новели, оповідання (1999);
- «Поранений птах». Новели, оповідання (1999);
- «Сльоза від Бога». Повість, новели, оповідання, замальовки (2000).
- «Сонце на долоні» (2001);
- «Крик лелеки» (2003);
- «Дар небес» (2004);
- «Світанок в тумані» (2005);
- «Загублені» (2007);
- «Богодар» (2008);
- «Покарані» (2009);
- «Печера розбійників». Оповідки, феєрії, новели, (2010); [1]
- «Помаранчева революція, або півень на місяці». (2010);
- «Вибране» (2011)
- «Розвіяні». Добірка новел та оповідань, (2011), часопис «Перевал».

Член Національної спілки письменників України з 2000 року.
18 лютого 2001 року культурно-просвітницька організація «Жіноча громада» Івано-Франківська організувала творчий вечір о. Романа.